# Terra Sancta Christi
Terra Sancta Christi é uma bula papal emitida pelo papa Inocêncio IV (r. 1243–1254) em 23 de janeiro de 1245 convocando uma cruzada à Terra Santa. Em dezembro de 1244, o rei Luís IX da França (r. 1226–1270) havia declarado sua intenção de partir numa cruzada à Terra Santa e em fevereiro o papa ordenou aos franciscanos que pregassem a favor dela.